# Nekoma (Illinois)
 For alternative betydninger, se Nekoma. (Se også artikler, som begynder med Nekoma)
Nekoma er et kommunefrit område i Henry County, Illinois, USA.

## Historie
Nekoma blev grundlagt i juli 1869.

## Geografi
Nekomas ligger 247 m.o.h.